# Boarmia rupicolor
Boarmia rupicolor är en fjärilsart som beskrevs av Butler 1886. Boarmia rupicolor ingår i släktet Boarmia och familjen mätare. Inga underarter finns listade i Catalogue of Life.